# Monomma semicarinatum semicarinatum
Monomma semicarinatum semicarinatum es una subespecie de coleóptero de la familia Monommatidae.

## Distribución geográfica
Habita en Madagascar.